# Eumethana cavernicola
Eumethana cavernicola är en kackerlacksart som först beskrevs av Lucien Chopard 1919.  Eumethana cavernicola ingår i släktet Eumethana och familjen storkackerlackor. Inga underarter finns listade i Catalogue of Life.